# Korongpár
A korongpár (Biscutella laevigata) a keresztesvirágúak (Brassicales) rendjébe soroltó káposztafélék (Brassicaceae) családban a pápaszemfű (Biscutella) nemzetség egyik faja.

## Származása, elterjedése
Közép-, illetve Dél-Európában fordul elő.

## Megjelenése, felépítése
Hengeres, vékony szára 15–35 cm magasra nyújtózik. Megjelenése meglehetősen változatos, sok alfajjal. Alsó, fogas szélű levelei tőlevélrózsát alkotnak, a kevés szárlevél széle ép. A levelek lapát alakúak vagy lándzsásak, a szélük ép vagy fogazott is lehet. A káposztafélékre jellemzően négyszirmú, szárvégi fürtben növő virágai sárgák.
Becőkéje középen két félre osztott. Nevét arról kapta, hogy egymás mellett álló, kör alakú, egymagvú rekeszek szemüvegre hasonlítanak — ugyanezért ezért időnként „pápaszemes korongpárnak” is nevezik. Néha a két résztermés aszimmetrikus. A termés zárt marad, majd kiszáradása után középen gyakran kettétörik.

## Életmódja, termőhelye
Hegyi növény, Magyarországon a száraz, meleg dolomitsziklagyepek és törmeléklejtők jellemző faja. Május végén – júniusban virágzik.

## Alfajai
- B. l. subsp. australis
- Biscutella laevigata ssp. austriaca
- Biscutella laevigata ssp. hispidissima
- Biscutella laevigata ssp. hungarica
- Biscutella laevigata ssp. kerneri
- Biscutella laevigata ssp. laevigata (törzsváltozat)
- Biscutella laevigata ssp. ossolana
- Biscutella laevigata ssp. prinzerae
- Biscutella laevigata ssp. varia

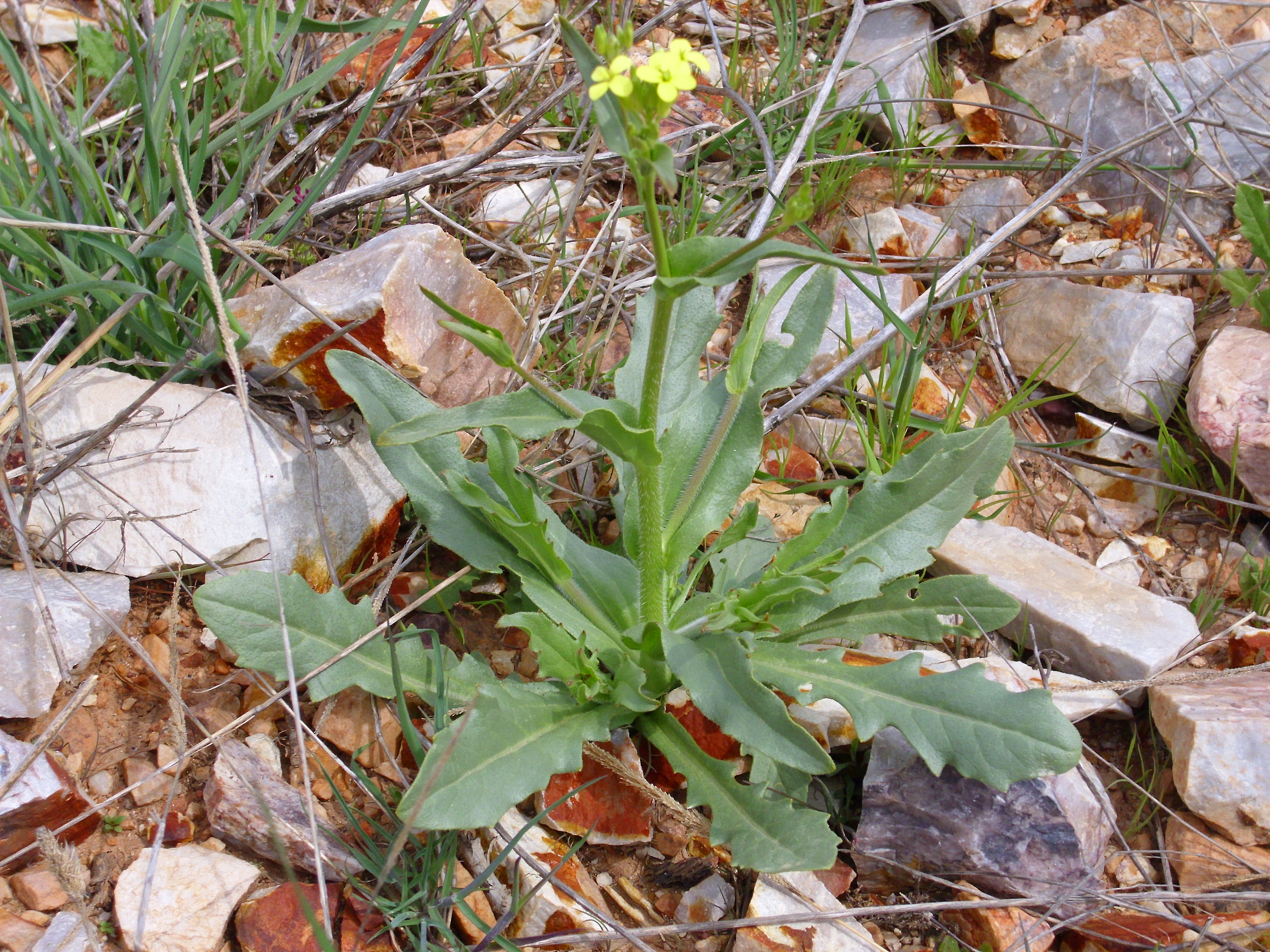
Biscutella laevigata ssp. controversa
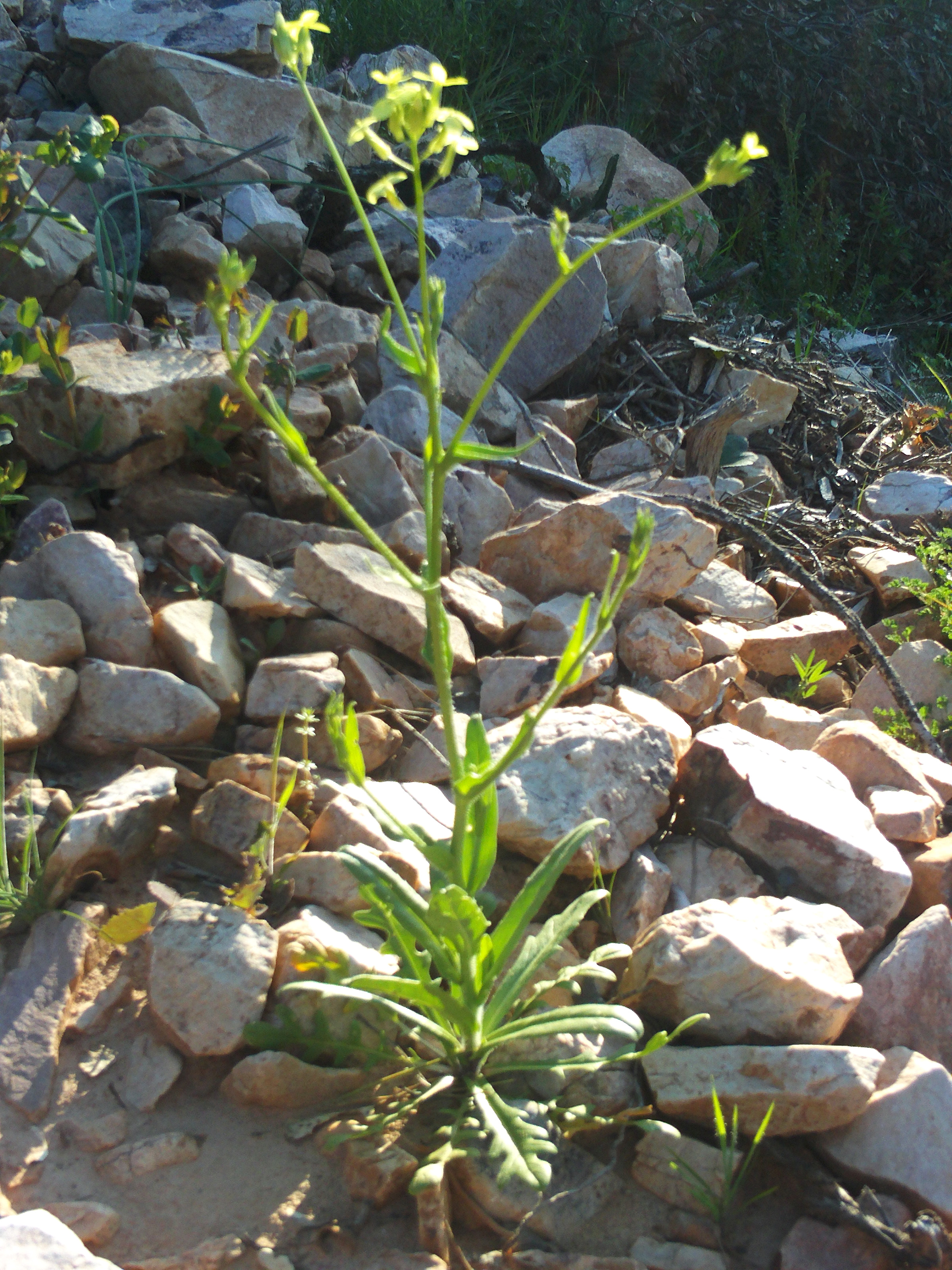
Biscutella laevigata ssp. scaposa
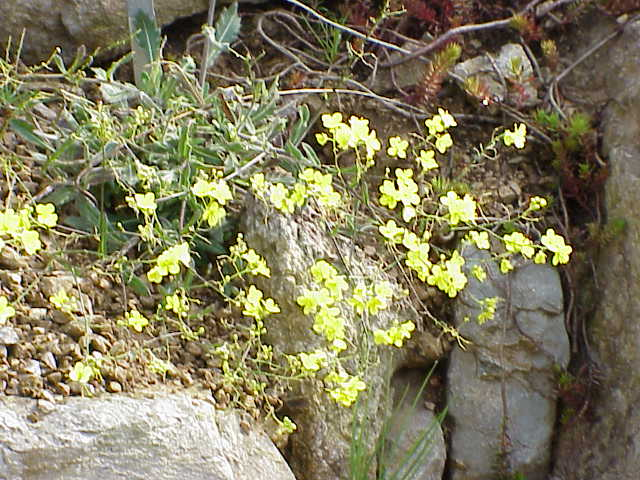
Biscutella laevigata ssp. varia
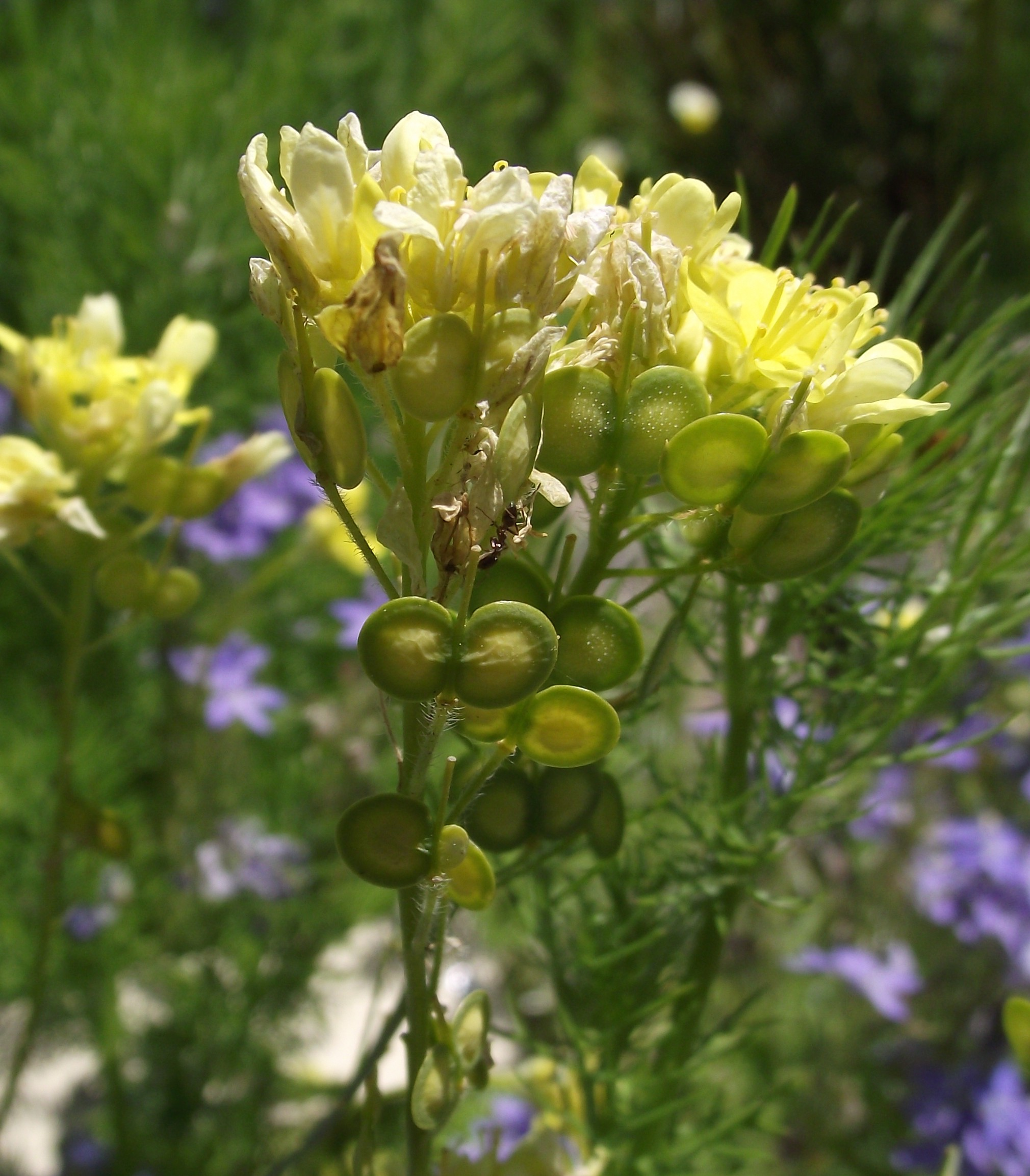
Biscutella laevigata ssp. valentina